# Селезнёв, Николай Павлович (генерал)
Николай Павлович Селезнёв (11 апреля 1906,   Тамбов,  Российская империя — 26 августа 1994, Москва, Россия) — советский военный деятель, генерал-лейтенант авиации (26.04.1984).

## Биография
Родился 11 апреля 1906 года в городе Тамбове. Русский.
С 25 декабря 1934 года служит в ВВС РККА на инженерных должностях. Член ВКП(б).
Во время Великой Отечественной войны был заместителем начальника, а затем начальником главного управления заказов ВВС. С начала войны до сентября 1945 года, выпуск боевых самолетов составил 112 тысяч, а до конца 1945 года выпуск самолетов всех типов – 136 тысяч. Полностью оправдала себя советская техническая политика в области авиастроения, предусматривавшая создание лёгких, маневренных, хорошо вооруженных истребителей, штурмовиков и фронтовых бомбардировщиков. За успешное выполнение заданий командования  на протяжении Великой Отечественной войны генерал-лейтенант инженерно-авиационной  службы Селезнев Н.П.  был награждён орденом  Кутузова I степени.
После окончания войны  в прежней должности. 
В марте 1946 года снят с должности и арестован  вместе c главнокомандующим ВВС А. А. Новиковым, наркомом А. И. Шахуриным и рядом других генералов по «авиационному делу». 10 мая 1946 года Военная Коллегия Верховного Суда СССР под председательством генерал-полковника юстиции В. Ульриха  в закрытом судебном заседании признала арестованных виновными в том, что «подсудимые протаскивали на вооружение ВВС заведомо бракованные самолёты и моторы крупными партиями и по прямому сговору между собой, что приводило к большому количеству аварий и катастроф в строевых частях ВВС, гибели лётчиков», и приговорил Селезнева — к трём годам лишения свободы.  Судом были также возбуждены ходатайства о лишении осужденных воинских званий и наград.  Освобождён в апреле 1952 года.  
29 мая 1953 года Военной Коллегией Верховного Суда СССР дела репрессированных были пересмотрены, и все приговоры отменены. Все обвиняемые реабилитированы, а их дела прекращены. 12 июня 1953 года на заседании Президиума ЦК КПСС было решено восстановить всех бывших арестованных по «авиационному делу» в КПСС, в наградах и в воинских званиях. После чего генерал-лейтенант инженерно-технической службы Селезнёв продолжил службу в армии и занимал ответственные должности в ВВС и ПВО. 
7 марта 1974 года генерал-лейтенант-инженер Селезнёв уволен в отставку.
Умер 26 августа 1994 года в Москве. Похоронен на Троекуровском кладбище.

## Воинские звания
- бригинженер	(12.10.1941)
- генерал-майор  инженерно-авиационной  службы  (03.06.1942)
- генерал-лейтенант  инженерно-авиационной  службы  (28.05.1943)
- генерал-лейтенант инженерно-технической службы  (20.06.1951)
- генерал-лейтенант-инженер (18.11.1971)
- генерал-лейтенант авиации (26.04.1984)

## Награды
- два ордена Ленина (24.02.1942[5],   07.03.1962[5])
- два ордена Красного Знамени (19.08.1944[6], 26.10.1955[5][7])
- орден Кутузова I степени (18.08.1945)[8]
- два ордена Отечественной войны I степени (28.02.1944[9], 20.04.1990[10][11])
- три ордена Трудового Красного Знамени (в т.ч. 19.09.1968[5])
- три ордена Красной Звезды (08.03.1938[5], 03.11.1953[5][7], 11.09.1956[5])
- медали в том числе:
  - «За боевые заслуги» (30.04.1945)[12][7]
  - «За оборону Москвы» (1944)[5]
  - «За победу над Германией в Великой Отечественной войне 1941—1945 гг.» (20.06.1945)[13]
  - «За победу над Японией» (1945)[5]
  - «Ветеран Вооружённых Сил СССР» (1976)
- знак «50 лет пребывания в КПСС» (1981)